# AHV 21
Die Stabilisierung der AHV (AHV 21) ist eine Reform in der Schweiz zur Stabilisierung der Alters- und Hinterlassenenversicherung (AHV). Sie besteht aus einer Änderung des AHV-Gesetzes und einer Änderung von Art. 130 der Bundesverfassung, die eine Erhöhung der Mehrwertsteuer zur Folge hat. Die Reform hat zum Ziel, die Finanzen der AHV für die nächsten zehn Jahre zu sichern sowie das Niveau der Rentenleistungen zu erhalten. Diese beiden Teile der Reform gelangten am 25. September 2022 zur Abstimmung; jedoch separat. Die Reform konnte nur in Kraft treten, da beide Teile angenommen wurden. Die Eidgenössischen Räte verknüpften beide Vorlagen deswegen miteinander, weil sie eng miteinander verwoben seien: Die Erhöhung der Mehrwertsteuer bringe Einnahmen, die in Teilen für Leistungen, die bei Annahme der Änderung des AHVG eingeführt würden, benötigt würden; es solle jedoch keine Leistung geben, ohne dass die Finanzierung gesichert ist.

## Entwicklung
Der Grundstein für die Reform AHV 21 wurde nach der Ablehnung der Reform «Altersvorsorge 2020» 2017 gelegt. Diese Reform bestand ebenfalls aus einer Verfassungsänderung, die eine Mehrwertsteuererhöhung vorsah, und einer Änderung des AHVG. Der Bundesrat gab in einer Medienmitteilung nach der Abstimmung zu bedenken, dass die Vorlage wegen einer «Kumulation von Einzelfaktoren», nicht aber wegen schwerwiegender Probleme abgelehnt worden sei. Er entschied deswegen, das Fundament der Reform weiterzuführen und es in eine neue Reform, die AHV 21, einzubetten. Am 28. Juni 2018 startete er die Vernehmlassung, die bis am 17. Oktober desselben Jahres dauerte. Im Februar 2019 publizierte der Bundesrat seinen Bericht zur Vernehmlassung der AHV 21. Etwa ein halbes Jahr später publizierte er seine Botschaft zur AHV 21. Am 12. August 2020 begann die parlamentarische Beratung in der Kommission für soziale Sicherheit und Gesundheit des Ständerates. Das Gesetz wurde am 17. Dezember 2021 vom Parlament verabschiedet. Gegen diese Gesetzesänderung wurde das Referendum ergriffen, welches zustande kam, weshalb die Vorlage dem Volk am 25. September 2022 zur Abstimmung unterbreitet wurde. Die Änderung des AHVG wurde vom Stimmvolk mit 50,57 % Ja-Stimmen angenommen, die Erhöhung der Mehrwertsteuer mit 55,1 %. Die Reform trat am 1. Januar 2024 in Kraft.

## Gegenstand der Reform

### Änderung des AHV-Gesetzes
Bei Annahme der Änderung des AHVG würde das Referenzalter von Frauen auf dasjenige der Männer, das bei 65 Jahren liegt, angeglichen. Dies geschähe graduell ab Januar 2025. Um die Erhöhung abzufedern, sind Ausgleichsmassnahmen für Frauen der Jahrgänge 1961 bis 1969 vorgesehen. Diese umfassen die Möglichkeiten, sich zu besseren Bedingungen vorzeitig pensionieren lassen oder einen Zuschlag auf die AHV-Renten erhalten zu können, wenn sie bis 65 Jahren arbeiten möchten. Des Weiteren ist in der Vorlage vorgesehen, dass die AHV-Rente zwischen 63 und 70 Jahren flexibel bezogen werden kann. Wer über das Alter 65 hinaus arbeitet, kann unter bestimmten Bedingungen Beitragslücken schliessen und damit die Rente verbessern. Gegen die Änderung des AHVG wurde das fakultative Referendum ergriffen, das zustande kam, weshalb die Vorlage dem Volk zur Abstimmung unterbreitet wurde.

### Bundesbeschluss über die Erhöhung der Mehrwertsteuer
Der zweite Teil ist die Änderung von Art. 130 der Bundesverfassung. Sie sieht vor, dass die Mehrwertsteuer erhöht wird. Der reduzierte Steuersatz wird von 2,5 auf 2,6 % erhöht, der Normalsatz von 7,7 auf 8,1 % und der Sondersatz für Beherbungsleistungen auf 3,8 %. Jede Änderung der Bundesverfassung zieht eine von Amtes wegen eingeleitete Volksabstimmung nach sich, bei der Volk und Stände (die Kantone) die Änderung absegnen müssen (obligatorisches Referendum Art. 140 BV).

## Stimmrechtsbeschwerde der Grünen
Anfang August 2024 gab das Bundesamt für Sozialversicherungen bekannt, bei der Berechnung der langfristigen Ausgaben der AHV Rechenfehler gemacht zu haben. Die beiden fehlerhaften Formeln haben zur Folge, dass das Defizit des AHV-Fonds im Jahr 2033 nicht wie prognostiziert 7, sondern 4 Milliarden betragen wird, was einer Abweichung um 6 % entspricht. Die falschen Prognosen wurden vom Bundesrat im Abstimmungsbüchlein verwendet. Die Grünen erachten diese Fehlinformation als «massive» Beeinflussung der Stimmberechtigten. Weil das Ergebnis äusserst knapp ausfiel,  sei die Wahrscheinlichkeit, dass dieser Fehler den Ausgang der Abstimmung beeinflusst habe, umso grösser. Deswegen reichten die Grünen eine Stimmrechtsbeschwerde beim Bundesgericht ein, die eine Aufhebung der Volksabstimmung verlangt. Sollte das Bundesgericht den Urnengang annullieren, wäre das nach der Aufhebung der Eidgenössischen Volksinitiative «Für Ehe und Familie – gegen die Heiratsstrafe» erst das zweite Mal seit der Bundesstaatsgründung. Das Bundesgericht wies die Beschwerde ab, weil Rechtssicherheit und Vertrauensschutz überwögen.